# Игор Новиков
Игор Новиков е американски шахматист, гросмайстор. Шампион е на Украйна през 1989 г.
През 1990 г., участва в първенството по шахмат на Съветския съюз в Ленинград. Участва само в три шахматни олимпиади.
През октомври 2008 г. има ЕЛО коефициент 2560.
Новиков е включван седем пъти в класацията на Световната шахматна федерация за 100-те най-добри шахматисти в света.